# Jennifer Fox (regisseuse)
Jennifer Fox is een Amerikaans filmregisseur en -producent, scenarioschrijver en cameraman. Ze is directeur van Zohe Film Productions in New York.
In het begin van haar carrière werkte Fox mee aan de productie van diverse korte filmpjes voor Sesame Street, de Amerikaanse versie van Sesamstraat. Later regisseerde en produceerde ze verschillende documentaires, die goed werden ontvangen. Ze werd tientallen malen onderscheiden; zo kreeg ze voor haar eerste documentaire Beirut: The Last Home Movie de Grand Jury Prize. Haar film Flying: Confessions of a Free Woman ging in première tijdens het International Documentary Filmfestival Amsterdam in 2006. In 2010 kwam ze met de documentaire My Reincarnation, waarvoor ze twintig jaar lang beeldmateriaal had verzameld.

## Filmografie
| Jaar | Film                                | Betrokkenheid als | Betrokkenheid als | Betrokkenheid als | Betrokkenheid als |
| Jaar | Film                                | Regisseur         | Scenarioschrijver | Producent         | Cinematograaf     |
| ---- | ----------------------------------- | ----------------- | ----------------- | ----------------- | ----------------- |
| 1987 | Beirut: The Last Home Movie         | Afgevinkt         | Afgevinkt         |                   |                   |
| 1999 | An American Love Story              | Afgevinkt         | Afgevinkt         |                   | Afgevinkt         |
| 1999 | On the Ropes                        |                   |                   | Afgevinkt         |                   |
| 2006 | Looking for Busi                    | Afgevinkt         |                   |                   | Afgevinkt         |
| 2006 | Flying: Confessions of a Free Woman | Afgevinkt         |                   | Afgevinkt         |                   |
| 2010 | My Reincarnation                    | Afgevinkt         |                   | Afgevinkt         | Afgevinkt         |
| 2018 | The Tale                            |                   |                   |                   |                   |

- Bibliothèque nationale de France: cb16650678n (data)
- Gemeinsame Normdatei: 1025752236
- Library of Congress Control Number: no94037984
- Nationale Bibliotheek van Israël: 987007453884605171
- Système universitaire de documentation: 259869112
- Virtual International Authority File: 266113506
- WorldCat: E39PBJbM6gcYx4VDFJbcQpFVG3